# سنت لوان
سنت لوان (به انگلیسی: St Levan) یک روستا و محله مدنی در بریتانیا است که در کورنوال واقع شده‌است. سنت لوان ۴۵۹ نفر جمعیت دارد.